# Nik Bärtsch

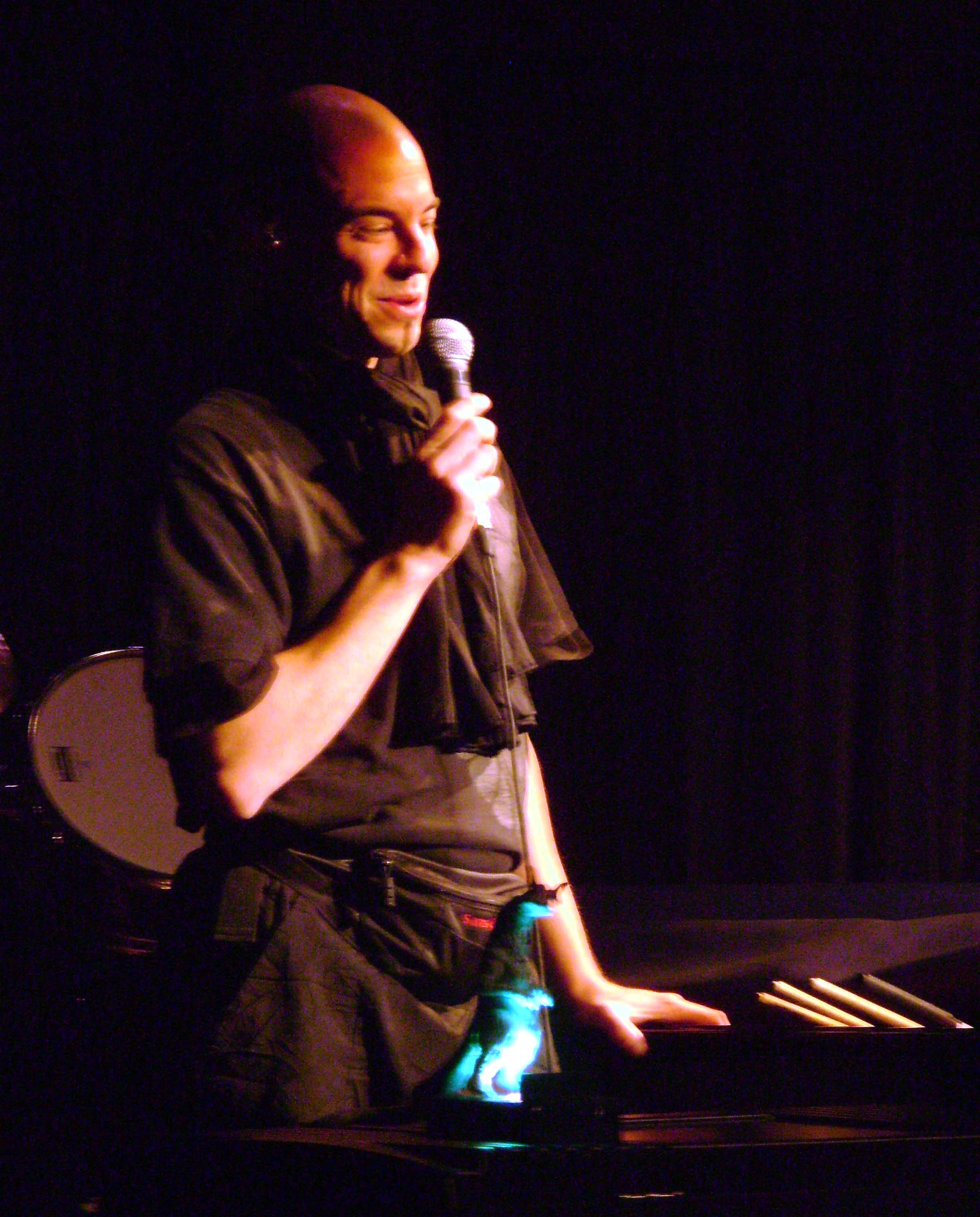
Nik Bärtsch in 2008

Nik Bärtsch (Zürich, 1971) is een Zwitsers pianist binnen de jazzmuziek. In 1980 startte hij al zijn eerste bandje met zijn huidige slagwerker Kaspar Rast (1972).

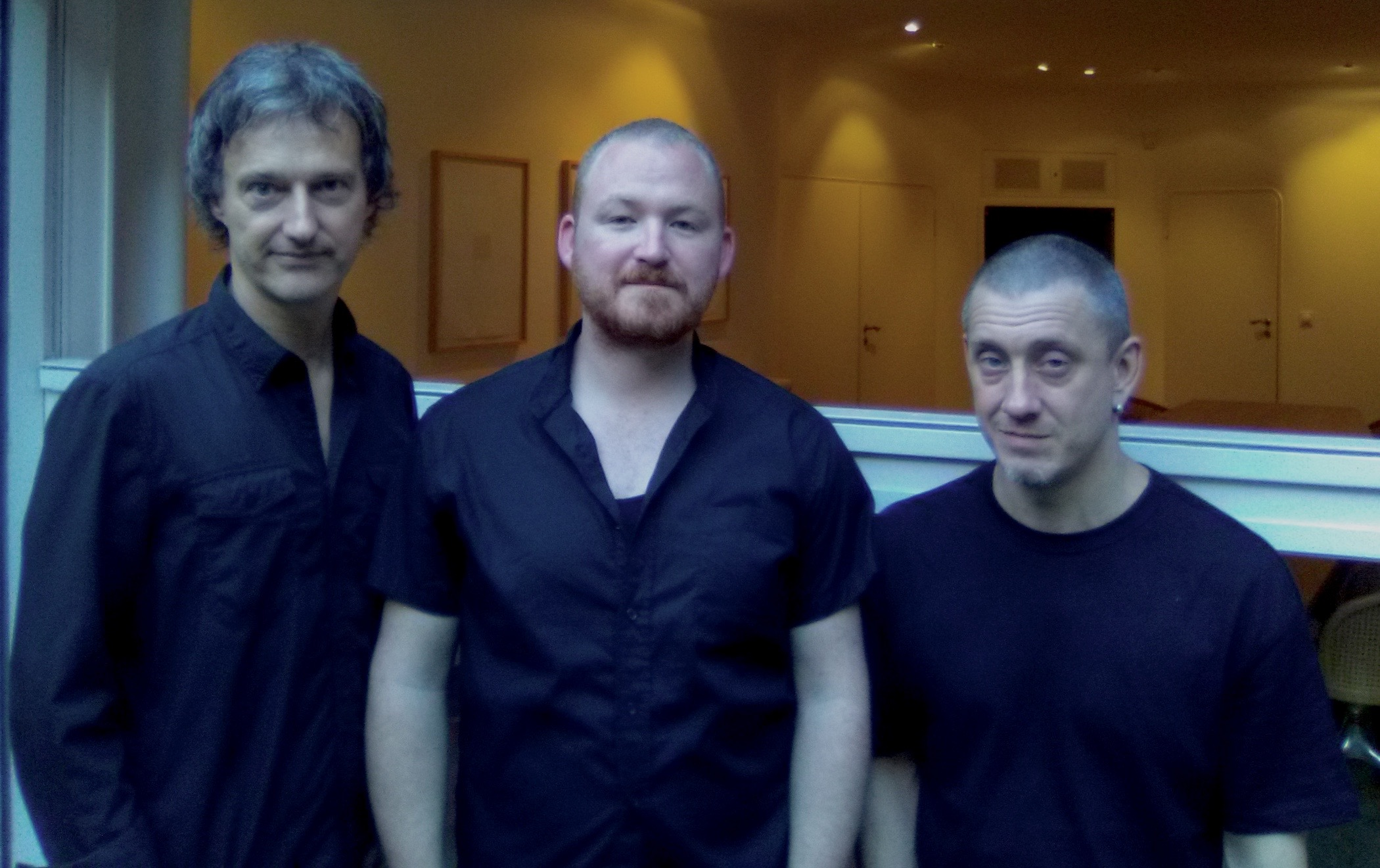
Ronin 2016

Bärtsch heeft een negenjarige studie als jazzpianist gevolgd aan de Muziekhogeschool Zürich (1987-1997) en volgde aanvullende studies filosofie, taalwetenschappen en musicologie aan de Universiteit Zürich. Ondertussen speelde hij al concerten, waarbij een uitgebreid spectrum van muziekstijlen aan bod kwam. In 2001 richtte hij zijn band Ronin op, genoemd naar het Japanse begrip ronin. De strak-ritmische muziek wordt door Bärtsch als Zen-funk omschreven en bevat rustige ritmische muziek met trekjes minimal music en natuurlijk funk.

## Discografie
- 2001 Ritual Groove Music (Mobile)
- 2002 Randori (met Ronin)
- 2002 Hishiryo (solo)
- 2003 Live (Ronin)
- 2004 Rea (Ronin)
- 2004 Aer (Mobile)
- 2006 Stoa (Ronin), uitgebracht door ECM Records
- 2008 Holon (Ronin), uitgebracht door ECM Records (ECM 2049)
- 2010 Llyrìa (Ronin), uitgebracht door ECM Records (ECM 2178)
- 2012 Live (Ronin), dubbelalbum, uitgebracht door ECM Records (ECM 2302/2303)
- 2016 Continuum (Mobile) Bärtsch, Rast, Sha, Stocker, uitgebracht door ECM (ECM 2464)
- 2018 Awase (Ronin), uitgebracht door ECM Records (ECM 2603)